# Initial D Gaiden (videojuego)
Initial D Gaiden es un videojuego de carreras de 1998 desarrollado por MTO y publicado por Kodansha para Game Boy.  Es el primer videojuego basado en la serie de anime y manga Initial D.  El juego solo se lanzó en Japón.

## Jugabilidad
Modos: el juego presenta un modo Historia, en el que luchas contra otros corredores en 4 pistas diferentes.  La prueba contrarreloj te permite correr en cada recorrido solo para establecer el tiempo más rápido, cada pista tiene una tabla de clasificación y tus registros se guardan en el cartucho, todas las clasificaciones de las pistas se enumeran como 1.º 2:00, 2.º 2:10, 3.º 2:20, 4.º 2:30, 5.º 2:40.  Contrarreloj también te permite guardar un Fantasma de tu mejor tiempo para competir, debido al espacio de almacenamiento limitado, esto se establece en un solo fantasma para todas las pistas, para ver qué pista tiene el archivo fantasma guardado que está marcado con una G. El multijugador permite conectar dos Game Boys y jugar cara a cara contra un amigo, compartir los datos de Fantasma guardados y también intercambiar tus tiempos más rápidos.
Selección de coches: el juego te brinda una lista de autos para elegir, todos calificados en Manejo y Engranaje, una vez seleccionados, puedes elegir conducir con transmisión automática (AT) o transmisión manual (MT).  Al comienzo del juego, tienes 11 autos diferentes para elegir en el modo historia. La prueba de tiempo solo te permite seleccionar el AE85 de Itsuki o  el AE86 de Takumi, sin embargo, a medida que vence a los corredores en el modo historia, puede desbloquear más autos, así como 7 autos especiales (Hatchback de Natsuki, Robot, Sports Car, Kei Truck, Jeep, Bike y Fórmula 1) llevando el recuento total a 18 coches jugables.
Pistas: el juego comienza con 4 pistas disponibles en el modo Contrarreloj: Akina, Night Kids (Myogi), Red Suns (Akagi) y Mako Sayuki (Usui Passs).  Estas pistas aparecen en el modo historia, sin embargo, 2 pistas adicionales estarán disponibles más adelante en el juego para competir en la contrarreloj Hakone y Darumi (pista exclusiva de este juego).